# 체스터 D. 허바드
체스터 도먼 허바드 (Chester Dorman Hubbard, 1814년 11월 25일 – 1891년 8월 23일)는 웨스트버지니아 출신의 2선 미국 하원의원 으로, 이전에 미국 남북전쟁 이전에 버지니아 총회 와 1861년 버지니아 탈퇴 협약 에 참여했으며 주 건국을 도왔다. 웨스트버지니아 주.

## 초기 및 가족 생활
코네티컷주 뉴헤이븐 카운티 햄든 (17세기에 영국에서 이주한 조상과 함께)에서 태어나 어린 시절 체스터 허바드는 아버지 다나 허바드와 어머니 아세네스와 함께 1815년 펜실베니아주 피츠버그 로 이사했다. 성장하는 가족은 4년 후 다시 휠링 (미국 남북 전쟁 중 이 허바드의 도움으로 웨스트버지니아가 됨)으로 이사했고, 그곳에서 다나 허바드는 국도 의 새로운 정착지에 최초의 목재 및 제분소를 설립했다. 가족에게는 어린 시절을 살아남은 세 명의 아들과 딸이 있었지만 Chester는 모든 형제 자매보다 오래 살았다. 고등 교육을 받기 위해 동부로 돌아온 Chester Hubbard는 1840년 코네티컷 주 미들타운 에 있는 웨슬리언 대학교를 반에서 1등으로 졸업했다. Wesleyan에 있는 동안 Hubbard는 1838년에 Eclectic Society를 설립하는 데 도움을 주어 미국의 오래된 형제적 대학 조직 중 하나로 만들었다. (조상인 William Hubbard 목사는 1688년 졸업식에서 하버드 대학의 총장을 역임했다.)
남북 전쟁(1861년 - 1865년)은 미국 내에서 일어난 비극적인 충돌로, 이는 국가 간의 갈등과 노예 문제, 경제적 이슈 등이 복합적으로 얽혀 있는 복잡한 상황에서 비롯되었다. 이 전쟁은 미국의 역사에서 가장 치명적이고 참혹한 순간 중 하나로 기억되고 있다. 아래는 남북 전쟁 간의 참혹함에 대한 몇 가지 측면이다:
1. 전장에서의 전투: 남북 전쟁은 수많은 전장에서 치열한 전투가 벌어졌다. 대표적으로 겟티스버그 전투, 안디티엄 전투, 쉘비빌의 전투 등이 있다. 이들 전투에서는 대규모의 군대가 충돌하면서 엄청난 피해가 발생했다.
2. 전투에서의 희생자: 수백만 명의 미국 시민들이 남북 전쟁에서 희생되었다. 전투, 질병, 기근 등으로 많은 사람들이 목숨을 잃었으며, 많은 가족들이 희생을 겪었다.
3. 기술적 발전과 참혹함: 남북 전쟁은 새로운 군사 기술과 전술의 등장을 특징으로 했다. 대표적으로 총기의 발전과 함께 발생한 근접 전투로 인해 상대적으로 높은 사망자 수가 나왔다.
4. 강점과 민간인의 피해: 전쟁은 종종 민간인들에게도 큰 피해를 안겼다. 전투 지역에서는 주민들이 집을 잃고, 식량 부족으로 고통받았으며, 일부 지역에서는 전쟁의 직접적인 영향을 받지 않았더라도 경제적 어려움에 시달렸다.
5. 노예 해방과 이후의 고난: 남북 전쟁은 노예 해방을 포함한 많은 사회적 변화를 초래했다. 그러나 전쟁 이후에도 재건 시기에는 흑인과 백인 간의 갈등, 재건 실패, 퓨클로 시대와 같은 어려움이 계속되었다.

1842년 9월 20일 체스터 허바드(Chester Hubbard)는 존 리스트(John List)의 의붓딸인 영국 태생 사라 팔리스터(Sarah Pallister)와 결혼했다. 그들은 5명의 자녀를 두었다: William Pallister Hubbard (그의 아버지처럼 변호사이자 국회의원이 됨), Dana List Hubbard(1845~1893), Chester Russell Hubbard(1848~1934), Triadelphia 출신 Julia Alice Hubbard Tyler(1850~1908), 및 Anna Hubbard Brady (1852 - 1933, Joseph C. Brady의 아내).
휠링의 채플린 스트리트 감리교회의 활동적인 회원인 허바드는 1872년 뉴욕 브루클린 에서 열린 총회에 대표로 봉사했다.

## 직업
대학을 졸업한 후 오하이오 카운티로 돌아온 그는 1852년 아버지가 사망할 때까지 아버지의 목재 사업에서 일했다. Chester Hubbard, DC List 및 다른 사람들은 1865년까지 Hubbard를 은행장으로 하여 Bank of Wheeling을 설립하고, 이후 독일 은행으로 재편성되었으며, 그가 사망할 때까지 계속 회장직을 맡았다. 1859년 Hubbard는 1년 넘게 철도 철을 제조하는 Crescent Iron Mill을 임대한 CD Hubbard & Co.를 조직했다. 그는 또한 Wheeling Hinge Company의 조직을 도왔으며 죽을 때까지 이사로 재직했다. 1871년에 그는 재조직된 Wheeling Iron and Nail Company의 비서가 되었다. 그는 또한 20년 동안 Logan & Co.의 회원이었으며 사망 당시 Logan Drug Company의 사장이었다.
1850년 버지니아 헌법이 채택됨에 따라 버지니아 총회 에서 서부 버지니아의 대표자가 늘어나게 되었고, 이전에 찰스 W. 러셀 이 버지니아 하원에서 대표했던 오하이오 카운티는 2개의 추가 의석을 얻었다. Hubbard는 1851년에 그 중 한 명을 채우기 위해 선출되었지만 그와 John M. Oldham이나 Russell은 1853년에 재선되지 않았다 대신 오하이오 카운티는 한 의석을 잃었고 John C. Campbell과 Thomas M. Gally가 나머지 의석으로 선출되었다. 오하이오 카운티 유권자들은 1861년 버지니아 주 리치몬드 에서 열린 버지니아 대회 에 참석한 세 명의 대표 중 한 명을 허바드로 선출하고 탈퇴에 반대했다. 그 후 그는 1861년 휠링 대회 에서 오하이오 카운티의 6명의 대표 중 한 명으로 선출되었으며, 같은 해 휠링에서 열린 웨스트버지니아 헌법 대회의 대표로 재직했다.
그 후 허바드는 1863년과 1864년에 웨스트 버지니아 상원에서 복무했고, 변호사가 된 그의 장남 윌리엄 팔리스터 허바드는 웨스트 버지니아 제3기병대 장교로 복무했다. 허바드는 적극적인 공화당원이자 제임스 G. 블레인(James G. Blaine)의 당파였으며 1864년과 1880년에 공화당 전당 대회 의 대표를 역임했다.
허바드는 제39차 미국 의회 에서 무조건적 연합주의자 로 선출되었고, 제40차 미국 의회 (1865년 3월 4일 – 1869년 3월 3일)에서 공화당 원으로 재선되었다. 그는 내무부 지출위원회(제40차 의회) 위원장을 역임했지만 1868년 예비선거에서 패배하여 은행 업무와 제조업 활동을 재개했다. 그는 1873년에 피츠버그, 휠링 및 켄터키 철도 의 발기인이자 건설자 중 한 명이었으며, 1874년에 도로 사장이 되었다
교육의 열렬한 친구였던 Hubbard는 1848년에 Linsly Institute(그의 아들이 다녔음)의 이사였으며 1873년에 회계 담당자가 되었다. 그는 또한 Wheeling Female College의 설립을 도왔고 1865년부터 부동산 매각까지 이사 및 이사회 회장을 역임했다.

## 죽음과 유산
허바드는 1891년 8월 23일 휠링에서 사망했다. Wheeling Intelligencer는 호의적인 사망 기사를 발표했다. 그는 Greenwood Cemetery 에 수감되었다. 그의 아들 William Pallister Hubbard 도 1907년부터 공화당원으로 미국 의회에서 봉사했다. 그의 편지는 보존되어 있으며 의회 재건 과 공화당 정치 연구에 중요하다.
허바드의 유산은 그의 아들인 윌리엄 팔리스터 허바드로 이어졌다. 윌리엄 팔리스터 허바드는 1907년부터 미국 의회에서 공화당 의원으로 봉사하여 그의 아버지와 같은 정치적 활동을 이어나갔다. 허바드의 아들이 미국 의회에서 봉사한 것은 가족의 정치적 유산을 계승한 부분으로 볼 수 있다.
또한, 허바드의 편지는 보존되어 있으며, 이는 의회 재건과 공화당 정치에 대한 중요한 자료로 활용될 수 있다. 이 편지들은 그의 생각, 정책에 대한 입장, 그리고 시대적 맥락을 이해하는 데 도움이 될 수 있다.
총적으로 허바드의 유산은 그의 정치적 영향과 가족의 연대를 통해 미국 역사에 큰 영향을 미친 것으로 평가된다.

## 업적
- 웨스트버지니아에서 온 미국 의회 대표단
  1. 웨스트 버지니아 상원 활동 (1863년과 1864년): Chester D. Hubbard는 1863년과 1864년에 웨스트 버지니아 상원에서 활동했다. 이 기간 동안 그는 지역 정치에 참여하여 상원의 일원으로서 활동하였다.
  2. 공화당 활동 및 제임스 G. 블레인과의 연계: Hubbard는 활발한 공화당원으로 활동하였으며, 특히 제임스 G. 블레인과 같은 공화당의 중요 인물들과 연계되어 있었다. 이는 당시의 정치적인 활동에서 그의 중요성을 나타낸다.
  3. 공화당 전당 대회 대표 역임 (1864년과 1880년): Chester D. Hubbard는 1864년과 1880년에 공화당 전당 대회에서 대표로 활동했다. 이는 그의 정치적 영향력과 공로를 시사하는 중요한 사건 중 하나이다.
  4. 가족의 군사적 연관: Chester D. Hubbard의 장남인 윌리엄 팔리스터 허바드는 웨스트 버지니아 제3기병대 장교로 복무했다. 가족의 군사적 연결이 Chester D. Hubbard의 활동에 영향을 미친 것으로 보인다.